# Kanakpur Part-II
Kanakpur Part-II é uma vila no distrito de Cachar, no estado indiano de Assam.

## Demografia
Segundo o censo de 2001, Kanakpur Part-II tinha uma população de 7089 habitantes. Os indivíduos do sexo masculino constituem 51% da população e os do sexo feminino 49%. Kanakpur Part-II tem uma taxa de literacia de 72%, superior à média nacional de 59,5%: a literacia no sexo masculino é de 77% e no sexo feminino é de 66%. Em Kanakpur Part-II, 13% da população está abaixo dos 6 anos de idade.